# Benito di Paula
Benito di Paula, all'anagrafe Uday Vellozo (Nova Friburgo, 28 novembre 1941), è un cantante, pianista e compositore brasiliano, professionalmente in attività dall'inizio degli anni settanta.
Tra le figure più rappresentative del genere samba, e in particolare dello stile noto come sambão jóia degli anni settanta e ottanta, nel corso della sua carriera, ha inciso una trentina di album. Tra i brani più famosi da lui incisi e composti figura il samba Charlie Brown (1974).

## Biografia
Uday Vellozo, in seguito noto con lo pseudonimo di Benito di Paula, nasce a Nova Friburgo, nello Stato di Rio de Janeiro, il 28 novembre 1941 e cresce assieme ai suoi dodici fratelli,  in ambiente influenzato dalla musica.
Negli anni sessanta si esibisce come crooner in vari locali.
Nel 1971 pubblica il suo primo album, che porta il suo nome.

## Discografia

### Album
- 1971 – Benito di Paula (Copacabana)
- 1972 – Beleza que è Você Mulher (Copacabana)
- 1972 – Ela (Copacabana)
- 1973 – Benito di Paula (Copacabana)
- 1973 – Um Novo Samba (Copacabana)
- 1974 – Gravado ao Vivo (Copacabana)
- 1975 – Benito di Paula e Seus Convidados - Brasil Som 75 (Copacabana)
- 1975 – Benito di Paula (Copacabana)
- 1976 – Benito di Paula (Copacabana)
- 1977 – Benito di Paula / Assobiar ou Chupar Cana (Copacabana)
- 1977 – Jesus Papai Noel - Instrumental (Copacabana)
- 1978 – Benito di Paula (Copacabana)
- 1978 – Caprichos de La Vida Copacabana)
- 1979 – Benito di Paula (Copacabana)
- 1980 – Benito di Paula (Copacabana)
- 1981 – Benito di Paula (WEA)
- 1982 – Benito di Paula (WEA)
- 1983 – Bom Mesmo È o Brasil (WEA)
- 1984 – Que Brote Enfim o Rouxinol que Existe em Mim (RGE)
- 1985 – Nação (RGE)
- 1986 – Benito di Paula / Instrumental
- 1987 – Quando a Festa Acabar (Copacabana)
- 1990 – Fazendo Paixão (BMG Ariola)
- 1992 – A Vida Me Faz Viver (Copacabana)
- 1994 – Pode Acreditar (RGE)
- 1996 – Baileiro (Paradoxx Music)
- 1996 - Charlie Brown
- 1997 – 20 Super Sucessos
- 1999 – Raízes do Samba
- 2002 – Perfil - Benito di Paula
- 2009 – Ao Vivo (EMI)